# Wilhelm von Hohnstein

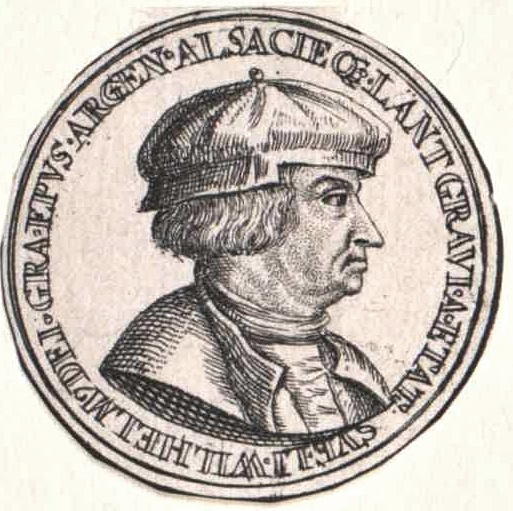
Wilhelm III. von Hohnstein

Wilhelm III. von Hohnstein (auch Honstein, Hohenstein) (* um 1470; † 29. Juni 1541 in Zabern) war von 1506 bis 1541 Bischof von Straßburg. Er versuchte zwar die Kirche zu reformieren, konnte aber die Durchsetzung der Reformation insbesondere in der Reichsstadt Straßburg nicht verhindern.

## Leben
Er stammte aus dem thüringischen Geschlecht der Grafen von Hohnstein. Er erhielt seine erste Bildung bei seinem Großonkel, dem Mainzer Erzbischof Berthold von Henneberg. Von 1486 bis 1495 studierte er in Erfurt, Padua und in Freiburg im Breisgau. Er studierte insbesondere Rechtswissenschaften, betrieb aber auch humanistische Studien. In Mainz wurde er Mitglied des Domkapitels und erlangte zunächst noch durch Protektion des Erzbischofs eine Reihe weiterer Präbenden. Dazu gehörten Sitze in den Domkapiteln in Köln und Straßburg. Im Jahr 1499 wurde er Domkustos und 1505 Generalvikar in Mainz.

### Straßburg
1505 bewarb er sich um den Bischofssitz in Straßburg. Er konnte sich erst nach harten Auseinandersetzungen gegen den Kandidaten der pfalz-bayerischen Partei im Domkapitel durchsetzen. Im Jahr 1507 zog er in Straßburg ein. Davon ist ein Bericht von Sebastian Brant erhalten.
Teilweise beeinflusst von Johann Geiler von Kaysersberg, Jakob Wimpfeling und anderen Humanisten aus dem Elsass, bemühte sich Wilhelm um innerkirchliche Reformen und eine sittlichere Lebensweise der Kleriker.
Dabei stellte er die Grundlagen der kirchlichen Lehre nicht in Frage. Er ordnete Visitationen an und ermahnte den Klerus in verschiedenen Sendschreiben zur Einhaltung der Vorschriften zum priesterlichen Lebenswandel. Insbesondere wandte er sich gegen die zahlreichen Beziehungen von Priestern mit Frauen. In einigen Stiften und Klöstern seiner Diözese gelangen Reformen. Er musste aber bald feststellen, dass sein Einfluss nicht ausreichte, um einen grundlegenden Wandel herbeizuführen. Die Kollegiatstifte Alt und Jung St. Peter in Straßburg wandten sich zur Abwehr einiger seiner Reformmaßnahmen sogar mit Erfolg an den Papst. Im Gegensatz zu älteren Darstellungen war er selbst nicht wirklich vorbildlich. Während seiner Zeit als Bischof hat er nie gebeichtet und gepredigt.

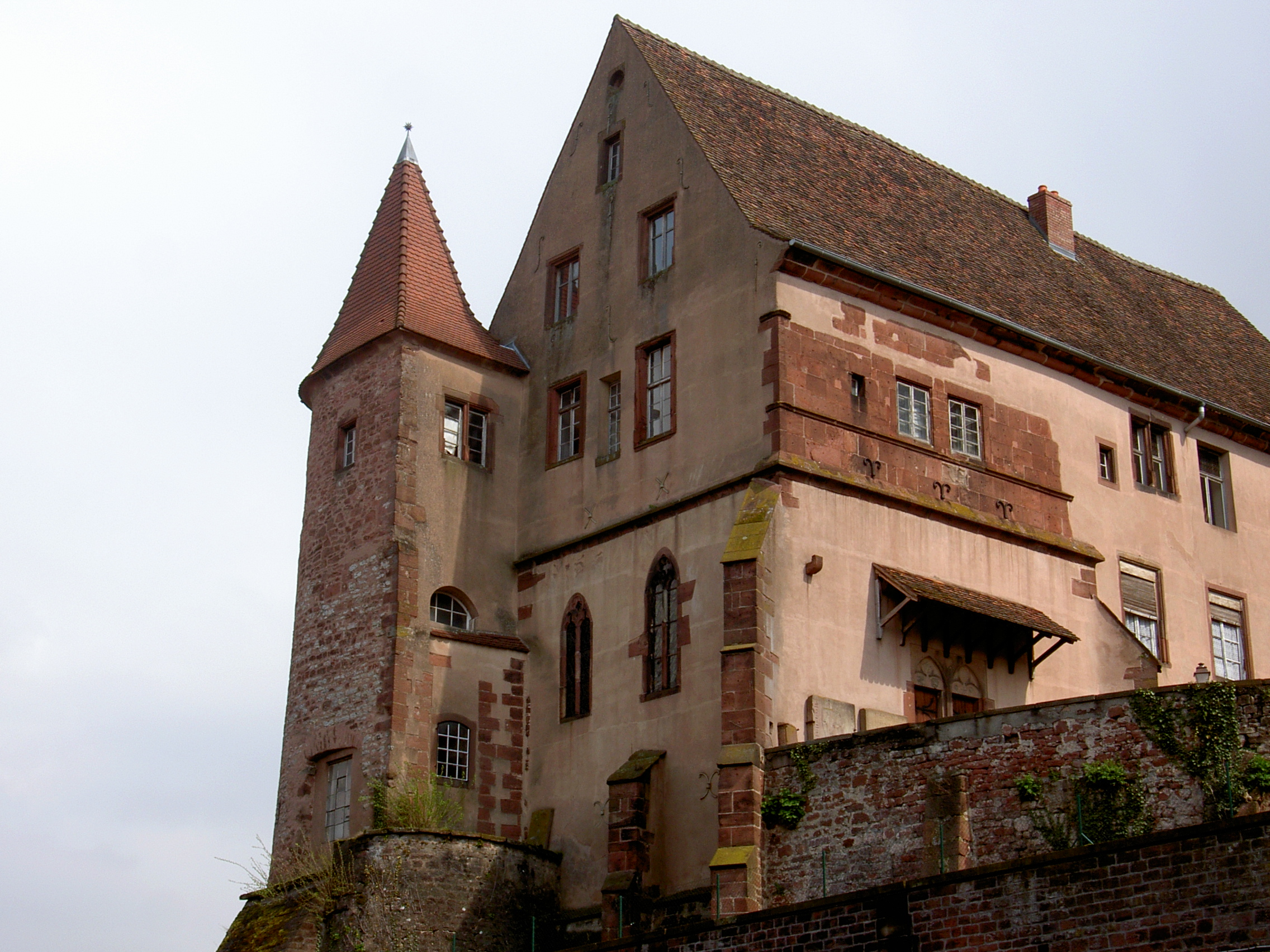
Bischofshof in Zabern (Saverne)

Im Elsass und vor allem in Straßburg fand die Reformation früh Einzug und verfügte mit Martin Bucer und anderen über hervorragende Theologen und Prediger. Bischof Wilhelm stand der Reformation grundsätzlich ablehnend gegenüber, bekämpft sie aber auch nicht konsequent. In zahlreichen Punkten gab er dem reformatorischen Drängen nach oder nahm es hin, obwohl die Kollegiatstifte und Teile des Domkapitels die Reformation ebenfalls ablehnten. Bereits 1523/24 regelte der Magistrat der Reichsstadt Straßburg den kirchlichen Bereich im reformatorischen Sinn. Dem Bischof fehlte die weltliche Gewalt, um gegen die vom Hochstift Straßburg unabhängige Reichsstadt vorzugehen. Auf Religionsgespräche mit den reformatorischen Straßburger Predigern ließ er sich nicht ein und hielt an den Dogmen der alten Kirche fest. Außerhalb der Stadt Straßburg hatte er als Landesherr mehr Möglichkeiten, die Durchsetzung der Reformation aufzuhalten. Er löste eine Reihe von verpfändeten Besitzungen ein, um diese dem Zugriff der Stadt und dem Einfluss der reformatorischen Prediger zu entziehen.
Reichspolitische stand er zur Zeit von Maximilian I. und Karl V. auf kaiserlicher Seite. Er war auf den Reichstagen von 1507 in Konstanz, 1510 in Augsburg, 1512 in Köln und Trier sowie 1521 in Worms anwesend. Bei letzterem wurde er zum Mitsitzer im Reichsregiment ernannt. Er reiste 1522 zur Zürcher Tagsatzung, um die Schweizer auf die kaiserliche Seite zu ziehen. Im selben Jahr nahm er auch am Reichstag in Nürnberg teil. Auf dem Regensburger Konvent 1524 ließ er sich dagegen vertreten.
Im Jahr 1524 hatte er für den abwesenden Mainzer Erzbischof Albrecht von Brandenburg die Statthalterschaft übernommen. In Mainz wurde er 1525 vom Ausbruch des Bauernkrieges überrascht. Er wurde als Vertreter des Erzbischofs in Aschaffenburg gezwungen, sich in das dortige Schloss zu flüchten, und sah sich zu Zugeständnissen gegenüber den Bauern gezwungen, ehe der Aufstand niedergeschlagen wurde. In seiner Abwesenheit erhoben sich auch Teile der Bauern im Elsass. Ausgerechnet um seine Residenz in Zabern hatten sie eine ihrer Hochburgen. Herzog Anton von Lothringen schlug den Aufstand gewaltsam nieder. Beim „Bauernschlachten bei Lupstein“ wurden tausende Bauern hingemetzelt.

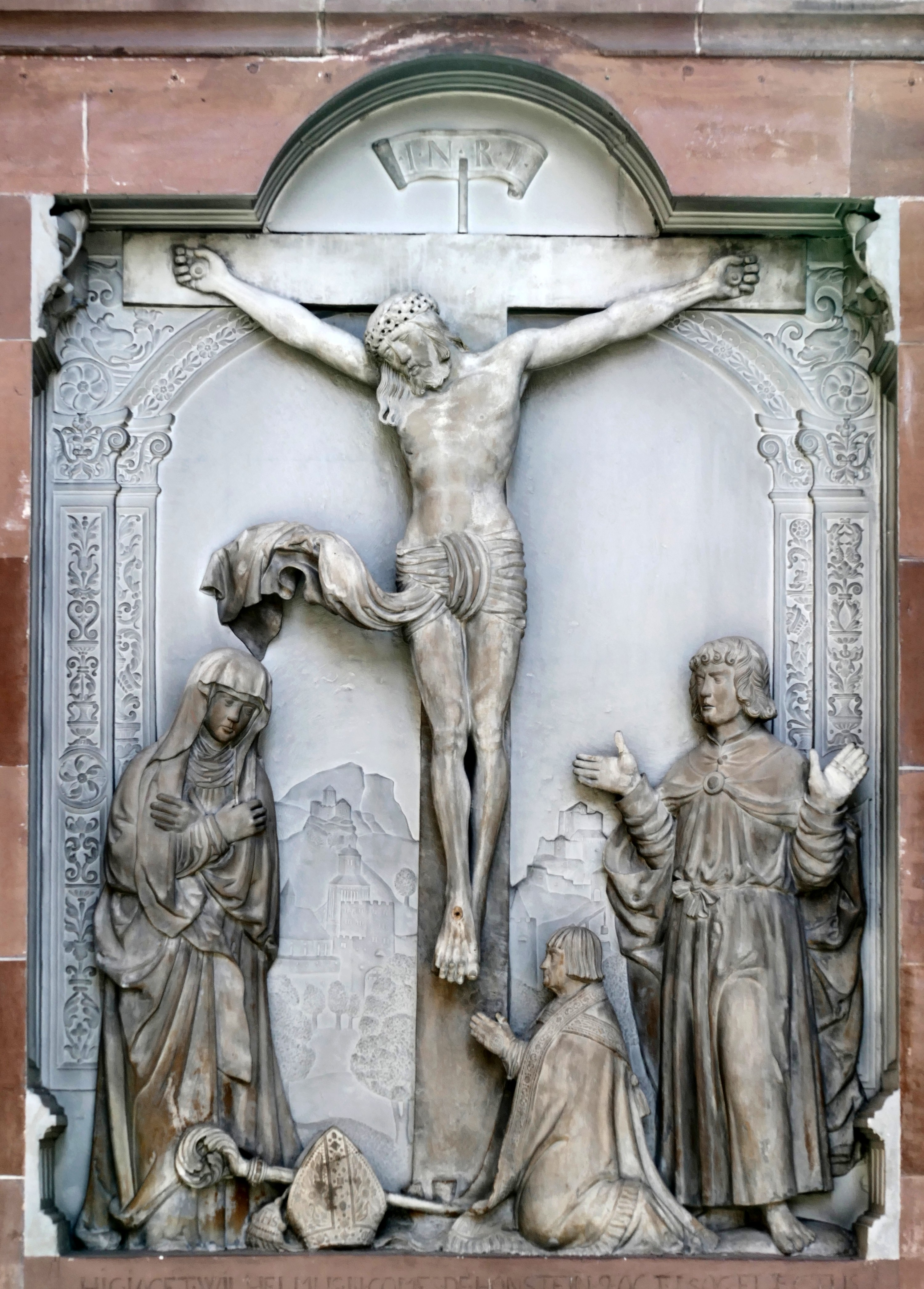
Grabstein des Wilhelm von Hohnstein († 1541), Bischof von Straßburg, in der Pfarrkirche „Notre-Dame-de-la-Nativité“, Saverne

Hohnstein stellte die alten Zustände wieder her und verstärkte seine antiprotestantischen Bemühungen. Gleichzeitig setzte er seine kirchlichen Reformbemühungen fort. Dies geschah auch in der Hoffnung, die reformatorische Bewegung einzudämmen. So wurden 1524 verheiratete Priester mit dem Kirchenbann belegt. Er konnte aber nicht verhindern, dass die katholische Messe 1525 in Straßburg abgeschafft wurde. Sein Versuch 1525, die katholischen Fürsten in Oberdeutschland zu einem gemeinsamen Handeln zu bewegen, schlug fehl.
Er nahm 1526 und 1529 an den Reichstagen in Speyer und 1530 in Augsburg teil. Im Jahr 1531 bemühte er sich ernsthaft um das Amt des Koadjutors in Mainz, ehe er schließlich möglicherweise wegen des Mangels an ausreichenden Finanzmitteln darauf verzichtete. In seiner Diözese ging er in den 1530er Jahren scharf gegen die Täufer vor. Diese waren 1534 aus Straßburg vertrieben worden und hatten sich in der Nähe niedergelassen. Am Religionsgespräch in Hagenau 1540 nahm er als einer der Unterhändler auf fürstlicher Seite regen Anteil und stand erneut auf Seiten der Anhänger der alten Kirche. Dagegen wurde er auf dem Regensburger Reichstag von 1541 vertreten.
Hohnstein war ein Förderer der Musik, Kunst und Literatur. So holte er z. B. Hans Baldung an seinen Hof. Er baute eine Bibliothek („Liberey“) und kaufte die Buchsammlung des Humanisten Jakob Spiegel. Am Straßburger Münster ließ er die St. Martinskapelle erbauen.
Er starb, schwer an der Gicht erkrankt, in seiner Residenz in Zabern.

### Hexenverfolgung
Der Humanist Johann Geiler von Kaysersberg hielt 1508 in Straßburg 26 vom Hexenwahn erfüllte Fastenpredigten.
Zwischen 1515 und 1535 gab es in Straßburg eine Welle der Hexenverfolgung. Die Angaben über Opferzahlen sind unsicher.

## Reichsständische Präsenz auf den Reichstagen
Aus der Matrikel von 1521 kann man zweifellos schließen, dass Wilhelm von Hohnheim als Fürstbischof im Gegensatz zu den freien Reichsstädten des Zehnstädtebunds, die sich oft durch einen Gesandten vertreten ließen,  regelmäßig auf der geistlichen Bank des Reichsfürstenrates erschien. Er unterschrieb persönlich den Reichsabschied und kam mit Räten und Gesandten.   Nur in den zehn Jahren vor seinem Tod hat er auf die reichsständische Repräsentanz vermutlich aus gesundheitlichen Gründen verzichtet.
- In Worms 1521 standen ihm zwei Berater zur Seite: sein Kanzler Dr. Eitelhans Rechburger und Bernhard Göler von Ravensburg.[6]
- In Nürnberg 1522 und 1523 trat er ebenso mit Dr. Rechburger an.[6]
- In Nürnberg 1524 ließ er durch Dr. Simon Ribeisen[7] vertreten[8].
- In Augsburg 1525–26 hat er weder an den Sitzungen teilgenommen noch einen Gesandten geschickt, was scheinbar vielen Reichsständen passierte.[8]
- In Speyer 1526 saß er wieder auf dem Reichstag zusammen mit seinem Kanzler Dr. Rechburger[9]. Der Schreiber der Stadt Straßburg, Wendelin von Sankt-Johann, war auch präsent und verfasste wie Dr. Rechburger auch protokollarische Aufzeichnungen für den Reichstag zu Speyer[10].
- In Regensburg 1527 war er nicht anwesend und entsandte niemand, um ihn zu vertreten.[11]
- In Speyer 1529 kam er  persönlich mit Jakob von Oberkirch, Dr. Eitelhans Rechburger  und Johann Bock.[11]
- In Augsburg 1530 erschien er wieder allein mit seinem Kanzler Rechburger.[11]
- In Regensburg 1532 ließ er sich von Bischof Philipp von Speyer repräsentieren.[12]
- In Regensburg 1541 kam er nicht zum Reichstag und ließ sich von Dr. Christoph Welsinger vertreten[12]. Dr. Welsinger wird übrigens der getreue Begleiter von Wilhelms Nachfolger Erasmus Schenk von Limpurg auf den nächsten Reichstagen sein